# Scelio antorides
Scelio antorides är en stekelart som beskrevs av Nixon 1958. Scelio antorides ingår i släktet Scelio och familjen Scelionidae. Inga underarter finns listade i Catalogue of Life.